# Orkanen Wilma
Orkanen Wilma var den trettonde orkanen och den tjugoandra namngivna stormen i den Atlantiska orkansäsongen 2005. Det var även den sjätte större orkanen och den fjärde kategori 5-orkanen. Orkanen Wilma var den kraftigaste orkanen man observerat i Atlanten (sett till lägst lufttryck) med ett lufttryck 882 mbar.
Wilma drog in över land flera gånger, de mest destruktiva effekterna kändes på Yucatánhalvön i Mexiko, Kuba, och i den amerikanska delstaten Florida. Minst 63 dödsfall rapporterades och kostnaden för orkanen uppskattas till 32,1 miljarder dollar (~196 miljarder kr) vilket rankar Wilma som den tredje mest kostsamma orkanen i USA:s historia.

## Stormhistoria

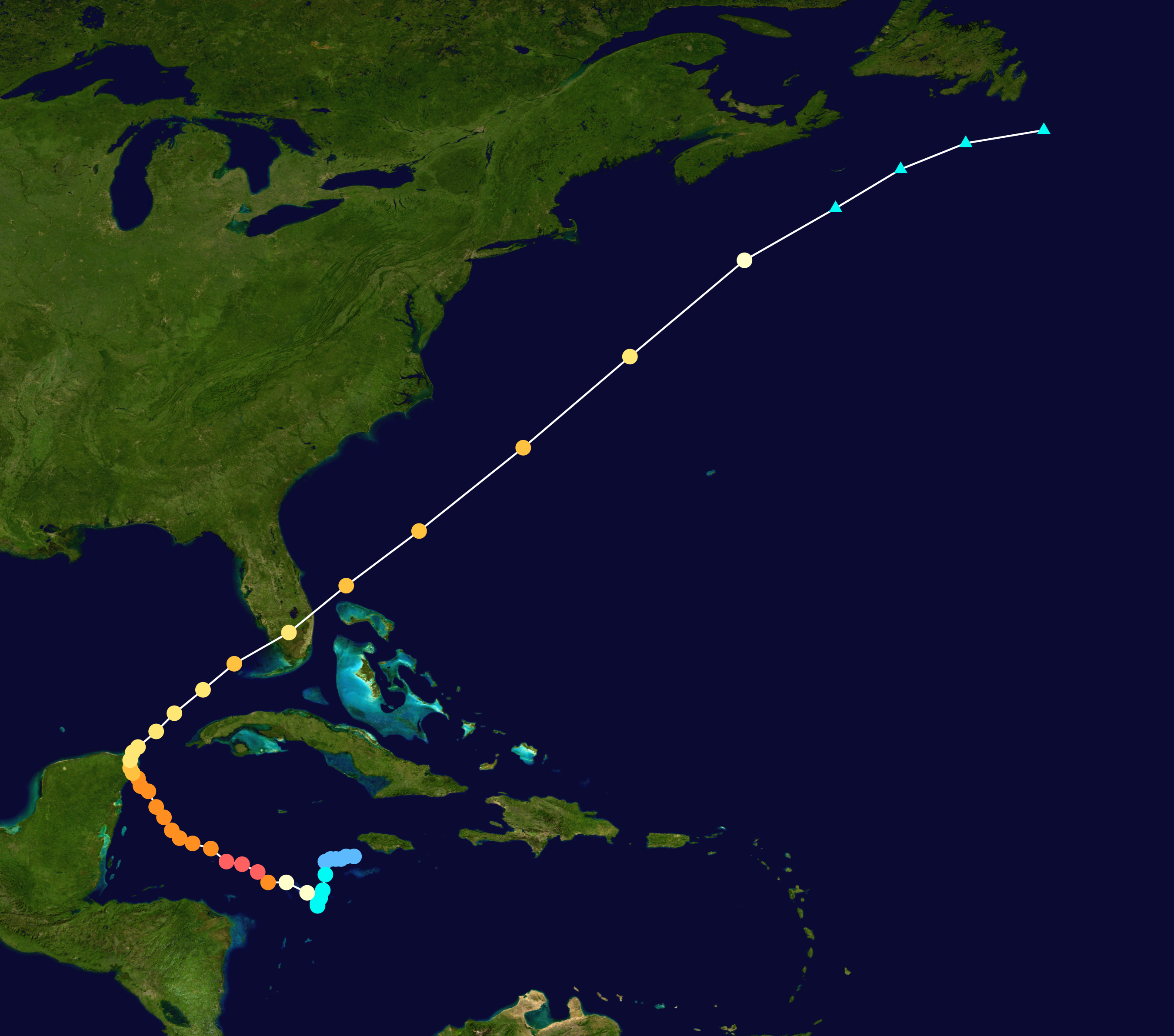
Wilmas bana

Orkanen Wilma bildades den 15 oktober ur ett stort område organiserat oväder som passerade genom Karibiska havet efter att ha bildats över Atlanten. Wilma var ganska oorganiserad de första dagarna, men den 18 till 19 oktober genomgick Wilma en extremt snabb intensifiering över det varma öppna vattnet i Karibiska havet. Under en 30-timmars-period sjönk lufttrycket från 982 mbar till det rekordlåga 882 mbar, medan vindarna ökade till 300 km/h.
Den 20 oktober försvagades Wilma något efter att det inre ögat försvunnit. Den började att svänga åt nordväst och fortsatte att vara en kraftfull kategori 4-orkan eftersom ett nytt öga bildats. Orkanen hade då vindar på 250 km/h. Sent den 21 oktober drog Wilma in över land vid Cozumel och senare över det mexikanska fastlandet med vindar på omkring 240 km/h och med ett lufttryck på 929 mbar.
Wilma kom ut i Mexikanska golfen den 22 oktober, då kraftigt försvagad till en kategori 2-orkan med vindar på 190 km/h. Dess större öga fortsatte att vara välorganiserat vilket gjorde att den kunde öka i styrka ytterligare innan den drog in över Cape Romano, Florida som en kategori 3-orkan med vindar på 195 km/h. Wilma korsade delstaten på 4,5 timmar och försvagades till en kategori 2-orkan när den än en gång gick ut i Atlanten nära Jupiter, Florida. 

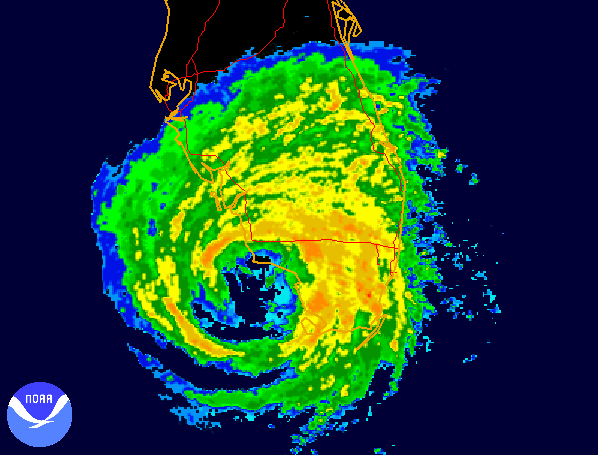
Radarbild över Wilma när den går in över södra Florida

Möjligtvis på grund av mindre friktion med ögonväggen eller att den rörde sig över Golfströmmens varma vatten, så ökade Wilma återigen i styrka och nådde vindhastigheter på 200 km/h innan ogynsamma förhållanden gjorde stormen allt mer oorganiserad, och den blev slutligen extratropisk den 25 oktober. Dagen efter absorberades resterna av Wilma av en annan extratropisk storm över Atlantprovinserna.